# Ваасмюнстер
Ваасмюнстер (англ. Waasmunster нід. вимова: [ˌʋaːsˈmʏnstər]) — муніципалітет у Бельгії, у фламандській провінції Східна Фландрія. До муніципалітету входить лише власне місто Васмунстер. У 2021 році населення Ваасмунстера становило 10 912 осіб. Загальна площа 31,93 км2.
Тут розташоване Абатство Розенберг, засноване в 13 столітті.

В цьому місті народилися відомі люди, це Ілюзіоніст Луї Куртуа, письменник Сіріель Ґерінк, футбольний менеджер і скаут Урбейн Хесарт і діджей/музичний продюсер Майкл Белла народилися у Ваасмунстері.

## Зовнішні посилання
- Вікісховище має мультимедійні дані за темою: Ваасмюнстер
- Official website - Only available in Dutch